# Helnæs fyr

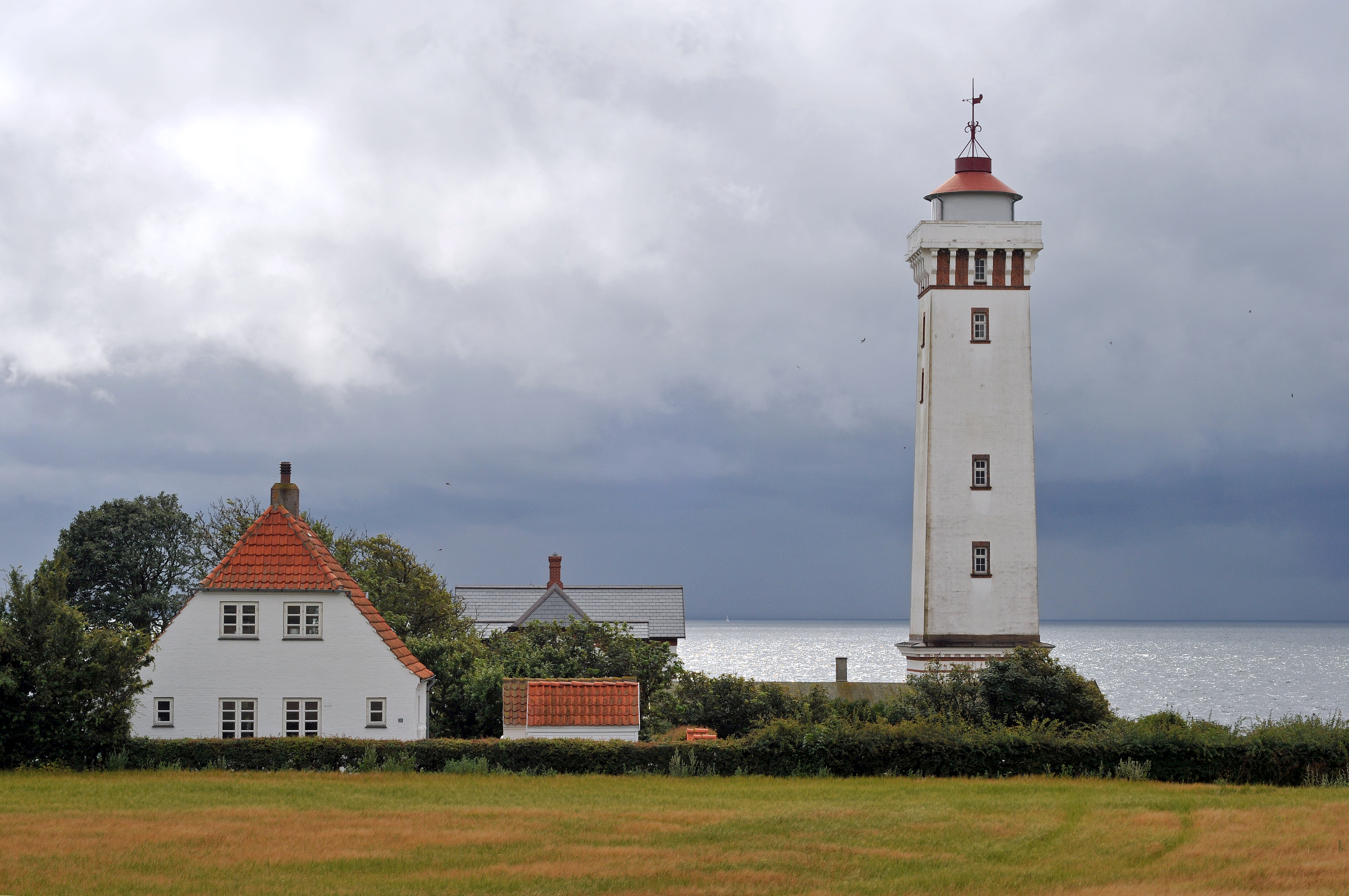
Helnæs fyr.

Helnæs fyr är en fyr i på halvön Helnæs cirka 20 kilometer sydost om Assens i Assens kommun på Fyn i Danmark. Fyren byggdes 1901. Den är 28 meter hög och har en lysvidd på 16 nautiska mil.